# 유인궤
유인궤(劉仁軌, 602년 ~ 685년 3월 2일)는 중국 당나라(唐)의 무장(武将)이다. 자는 정칙(正則)으로, 변주(汴州) 울지현(尉氏県) 사람이다.

## 약력
수(隋) 인수(仁寿) 2년(602년)에 태어났다. 어려서는 집안이 가난하였으며 학문을 좋아하였다고 한다. 당이 세워진 뒤인 무덕(武徳) 연간에 식주참군(息州参軍)이 되었고, 훗날 진창위(陳倉尉)로 전임하였는데, 절충도위(折衝都尉) 노령(魯寧)이라는 자가 멋대로 난폭한 짓을 일삼자 유인궤는 그를 채찍으로 때려 죽였다. 태종이 이를 힐문하자 「폐하의 신하가 수치를 당하였기에 죽였습니다」라며 숨김없이 대답하였기에, 태종은 그를 마음에 들어하여 함양승(咸陽丞)으로 임명하였다. 급사중(給事中)이라는 지위까지 올랐으나, 당시의 권신 이의부(李義府)에게 미움을 사서 청주자사(青州刺史)로 좌천되었다.
나이가 현경(顕慶) 5년(660년) 고구려와의 전쟁에서 조운을 맡았으나 풍랑으로 배가 전복되어 사상자가 많이 발생하였고 그에게 실패하였다는 책임을 물어서 59세의 나이로 일개 병졸로 강등당했다. 이 해에 소정방(蘇定方)이 이끄는 당군이 백제의 사비성(泗沘城)을 쳤고, 유인궤의 부하 유인원(劉仁願)이 의자왕(義慈王)을 잡는 공을 세웠다. 유인원은 소정방이 의자왕과 백제 왕족, 대신들을 포로로 데리고 돌아간 뒤에도 사비성에 남아 수비하는 임무를 맡았는데, 용삭(龍朔) 원년(661년) 백제의 옛 신하 귀실복신(鬼室福信) 등이 부흥운동을 일으켜, 사비성을 사면으로 포위해 유인원과 휘하 웅진도독부 당군은 고립되었다. 이 무렵 유인궤는 자신이 지원해 검교대방주자사(検校帯方州刺史)로 임명되어 원군으로 나섰다.
용삭 3년(663년) 9월, 백제 부흥군을 지원하던 왜국(일본)의 가미쓰케누노 와카코(毛野稚子) 등 수군 2만 7천 명이 백강(白江)으로 나아가 당의 원병에 맞섰고, 8월에 양측은 백강 어귀에서 맞닥뜨렸다. 유인궤와 손인사가 지휘하는 당의 수군은 네 번의 전투에서 400여 척의 왜군을 불사르고 주류성을 함락시켰으며, 부여풍은 고구려로 달아나고 백제의 왕자 충승(忠勝) 등은 신라에 항복하였다(백강 전투). 백제 부흥군을 진압한 뒤 유인궤는 백제 옛 땅에 둔전(屯田)을 세우고 백제 유민들을 안무하기 위한 정책들을 폈다. 인덕(麟徳) 2년(665년) 고종(高宗)이 태산(泰山)에서 봉선(封禅)을 행할 무렵, 유인궤는 신라 ・ 백제 ・ 탐라(耽羅) ・ 왜국 4개 국의 수령들을 거느리고 봉선에 참가하였고, 대사헌(大司憲)에 임명되었으며 우상(右相) 겸 검교태자좌중호(検校太子左中護)가 되고 낙성현남(楽城県男)에 봉해졌다.
총장(總章) 원년(668년)에는 웅진도안무대사(熊津道安撫大使) 겸 패강도총관(浿江道総管)이 되어 이적(李勣)을 따라 고구려를 쳐서 멸망시켰다. 금자광록대부(金紫光禄大夫)에 임명되고 태자좌서자(太子左庶子) 동중서문하삼품(同中書門下三品)이 되었다. 함형(咸亨) 5년/상원(上元) 원년(674년)에는 계림도대총관(鶏林道大総管)으로 임명되어 신라 공격에 나서서(나당전쟁) 이듬해 2월 호로하를 건너 신라 북쪽 변경의 칠중성(七重城)을 격파한 뒤에 돌아왔다. 이 해에 좌복야(左僕射)가 되어 조정에 참가하였다.
수공(垂拱) 2년 1월 22일(685년 3월 2일) 문창좌상(文昌左相) 동봉각란대삼품(同鳳閣鸞台三品)으로써 재직하던 중에 사망하였다. 향년 84세였다. 사후 측천무후는 유인궤에 대한 애도로써 사흘 동안 조회를 파하였고, 개부의동삼사(開府儀同三司) 병주대도독(并州大都督)에 추증되었고 사후 낙성문헌공(楽城文献公)에 봉해졌으며, 고종의 건릉(乾陵)에 배장되었다. 그의 집안에는 실봉 3백 호가 하사되었다. 아들은 유도(劉滔), 유예(劉濬)가 있었다. 《구당서》, 《신당서》에 따르면 유인궤는 《행년기》(行年记), 《永徽留本司格后本》(永徽留本司格后本) 11권을 지었다고 한다.